# Alessio Riccardi
 (novembre 2019).
Alessio Riccardi, né le 3 avril 2001 à Rome (Italie), est un footballeur italien qui évolue au poste de milieu de terrain au Latina Calcio.

## Biographie

### En équipe nationale
Avec les moins de 15 ans, il inscrit deux buts en 2016, contre l'Angleterre et les États-Unis. Il est également capitaine lors d'un match contre la Roumanie, et délivre une passe décisive contre la Croatie.
Avec les moins de 16 ans, il est l'auteur d'un doublé contre la Suisse. Il inscrit également un but contre la Finlande et un but contre la Hongrie.
Avec les moins de 17 ans, il officie régulièrement comme capitaine. Il participe avec cette équipe au championnat d'Europe des moins de 17 ans en 2018. Lors de cette compétition, il joue cinq matchs. Il délivre une passe décisive lors du premier match contre la Suisse, puis inscrit un but contre l'Angleterre. Il ne joue pas la demi-finale contre la Belgique en raison d'une suspension. L'Italie s'incline en finale face aux Pays-Bas après une séance de tirs au but, et ce malgré un but de Riccardi.

## Palmarès
Italie -17 ans
- Finaliste du championnat d'Europe des moins de 17 ans
  - 2018.